# Eugène Würgler
Eugène Würgler (21. března 1880, Lausanne – 18. března 1945, tamtéž) byl švýcarský fotograf aktivní v Lausanne, průkopník v oblasti letecké fotografie.

## Životopis
Po prvním zaměstnání u fotografa Arthura Jaccarda od roku 1898 do března 1900 převzal v roce 1903 ateliér fotografa Henriho Fontannaze . Je autorem prvních leteckých fotografií na Lausanne ve spolupráci s pilotem Marcelem Lugrinem .

## Galerie

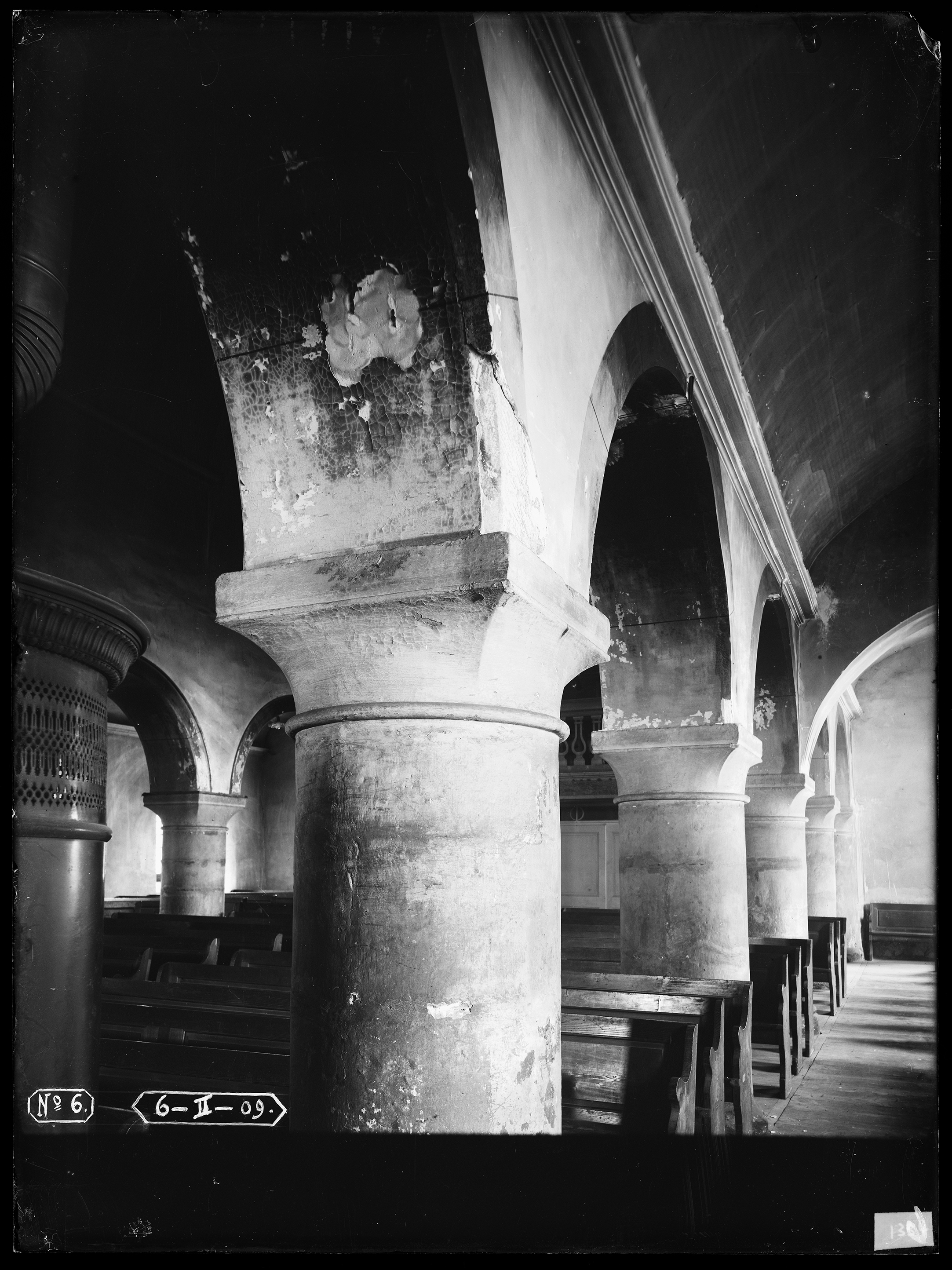
Reformovaná církev dříve Saints-Pierre-et-Paul, 1909
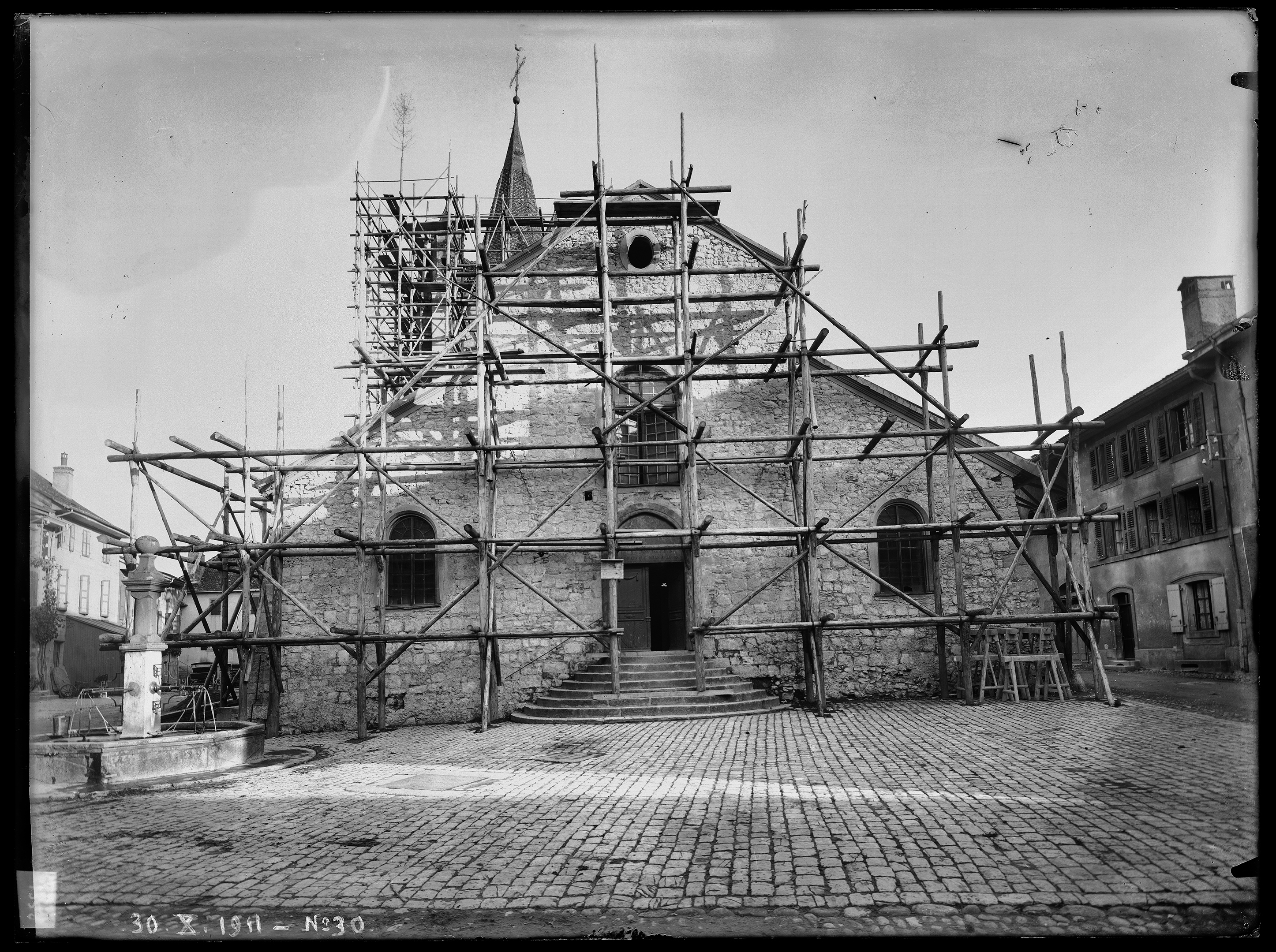
Reformovaná církev dříve Saints-Pierre-et-Paul, 1911
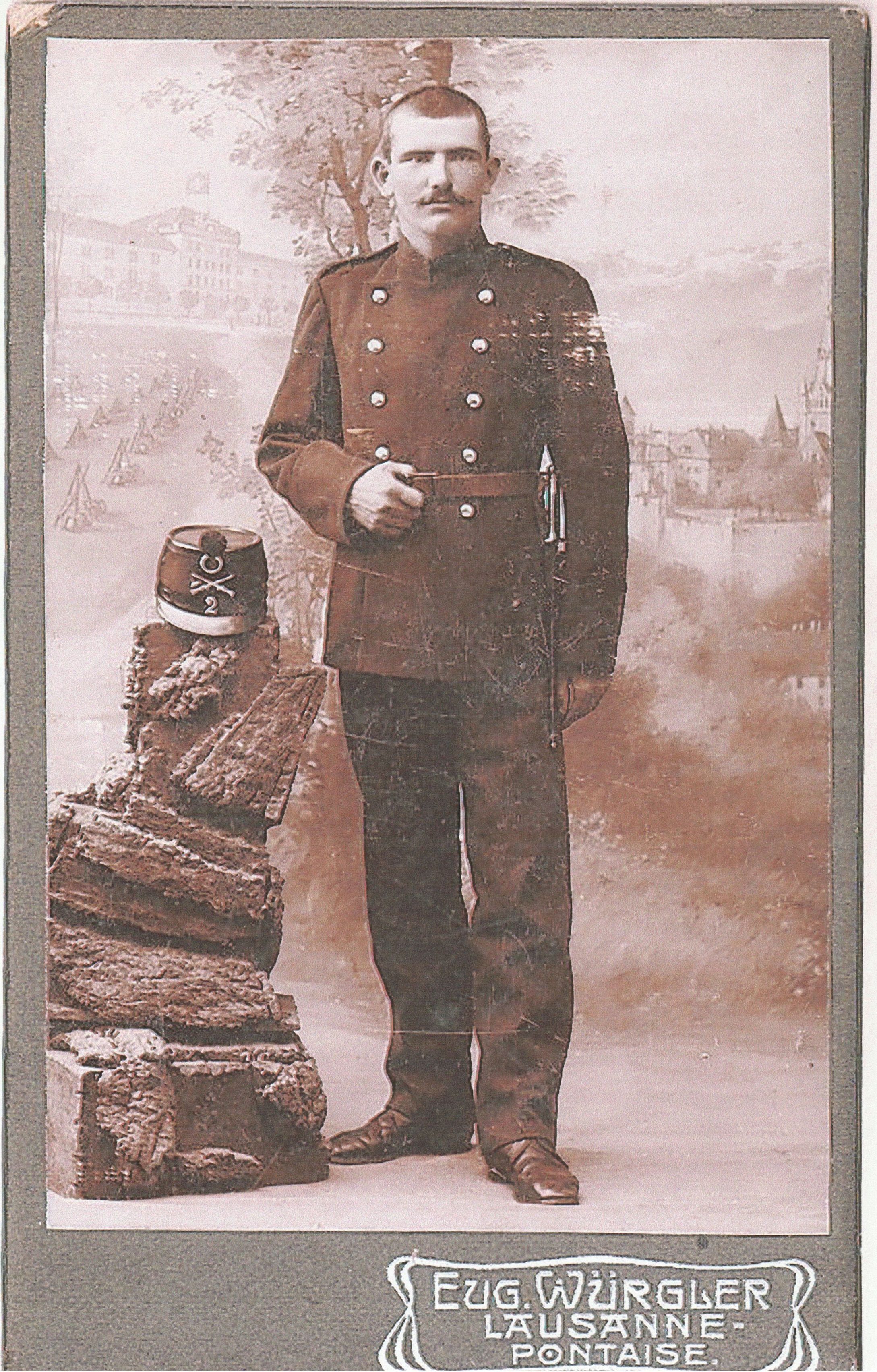
John Baudraz (1890-1968), učitel z Vaudois, jako první voják se pokusil ve Švýcarsku odmítnout sloužit z náboženských důvodů během první světové války, 1910-1914
Poddůstojník dává rozkazy skupině vojáků, 1914-1918